# Storia degli ebrei in Albania

## Medioevo
Le prime notizie di ebrei viventi in Albania sono datate XII secolo d.C. Esistevano insediamenti ebraici nella maggior parte delle principali città dell'Albania come Berat, Corizza, Elbasan, Valona, Durazzo, Dibra e inoltre sono riportati anche nella regione del Kosovo. Queste famiglie ebraiche erano prevalentemente di origine sefardita e discendenti degli ebrei spagnoli e portoghesi espulsi dall'Iberia alla fine del XV secolo. Nel 1520 a Valona si registravano 609 famiglie di ebrei e nella stessa città si trovava anche la prima sinagoga dell'Albania, distrutta successivamente durante il primo conflitto mondiale. Tante famiglie hanno mantenuto il cognome di origine senza mai modificarlo.

## XX secolo

### 1900-1939
Secondo il censimento albanese del 1930, vi erano solo 204 ebrei iscritti a quel tempo in Albania. Il riconoscimento ufficiale della comunità ebraica fu rilasciato il 2 aprile 1937, mentre a quel tempo questa comunità consisteva di circa 300 membri. Con l'ascesa della Germania nazista un certo numero di ebrei tedeschi e austriaci si rifugiò in Albania. Sempre nel 1938 l'ambasciata albanese a Berlino continuò a rilasciare visti per gli ebrei, non essendo all'epoca possibile essere accolti in nessun altro paese europeo. Uno dei principali Albanologi Norbert Jokl chiese la cittadinanza albanese, la quale gli fu concessa subito, anche se questo tentativo non avrebbe potuto salvarlo dai campi di concentramento.

### Seconda Guerra Mondiale
Quando iniziò la Seconda guerra mondiale, la comunità ebraica contava circa 200 membri.
Le istituzioni albanesi rifiutarono in tutti i modi di consegnare i nomi degli ebrei presenti nel territorio, quando tale richiesta fu avanzata dagli occupatori tedeschi. Non solo, ma a dispetto delle leggi razziali imposte, molti cittadini albanesi offrirono identità false agli ebrei per risultare albanesi. La maggior parte fu nascosta nelle abitazioni e in case private, nella maggior parte travestiti come contadini albanesi.
Un importante ruolo venne svolto anche dal codice legale consuetudinario albanese, noto come Kanun, il quale, pur avendo perso quell'ufficiosità che lo contraddistingueva, aveva ancora una forte influenza sulla vita quotidiana albanese. Secondo le leggi del Kanun chi chiede ospitalità fa appello alla besa del padrone di casa, ovvero il suo onore personale, ed è quindi dovere inderogabile di quest'ultimo e della famiglia da lui dipendente difendere la vita dell'ospite (in albanese mik), anche a costo della propria; identica fu l'accoglienza di molti militari italiani in fuga dai rastrellamenti tedeschi, dopo il Proclama 8 settembre. Sia gli uni sia gli altri, invece di venir nascosti, ricevevano abiti locali (il rituale della mikpritja, o "accoglienza dell'ospite" impone, tra i primi gesti di benvenuto, un bagno e abiti puliti) e venivano fatti passare per parenti sfollati o in visita. Soprattutto per quanto riguarda gli ospiti ebrei, la tradizionale convivenza religiosa degli albanesi (esistono nel Paese quattro confessioni — Cattolicesimo, Ortodossia, Sunnismo e Bektashismo — ragion per cui nessuna di esse è stata privilegiata nel processo etnogenetico, a differenza di tutti i Paesi confinanti) contribuì a far disattendere leggi e decreti antiebraici.
Gli albanesi che vivevano in Kosovo e Macedonia contribuirono a portare gli ebrei dalle zone in cui risiedevano in Albania, che divenne per loro uno dei luoghi più sicuri in Europa.
Si stima che alla fine del conflitto mondiale nel paese esistessero circa 2.000 ebrei, anche se cifre esatte non sono state mai trovate. L'Albania divenne così l'unico paese in Europa dove nessun ebreo fu ucciso per le leggi razziali. Al contrario, il loro numero era decuplicato, a causa della strage che era avvenuta nel resto del continente.

### Albania comunista
Al termine della guerra, il regime comunista guidato da Enver Hoxha proseguì una politica isolazionista, cosa che pesò molto sugli ebrei, lasciandoli isolati dal mondo ebraico. Con lo scopo di creare una società senza religione, il dittatore intraprese riforme anti-religiose, fino a dichiarare l'ateismo di stato nel 1967. Quando si dichiarò il primo paese ateo al mondo, agli ebrei e agli albanesi di diverse religioni fu vietato praticare la propria religione. Solo dopo la caduta della dittatura, furono resi pubbliche le testimonianze del salvataggio degli Ebrei, e l'Albania fu aggiunta tra i Giusti.

### Ebrei nell'Albania d'oggi
Al giorno d'oggi in Albania il numero di ebrei si aggira intorno ai 180-200 individui, i quali si trovano principalmente a Tirana e Corizza. Una sinagoga importante esiste a Valona, ma non è molto frequentata.